# 가엘 몽피스

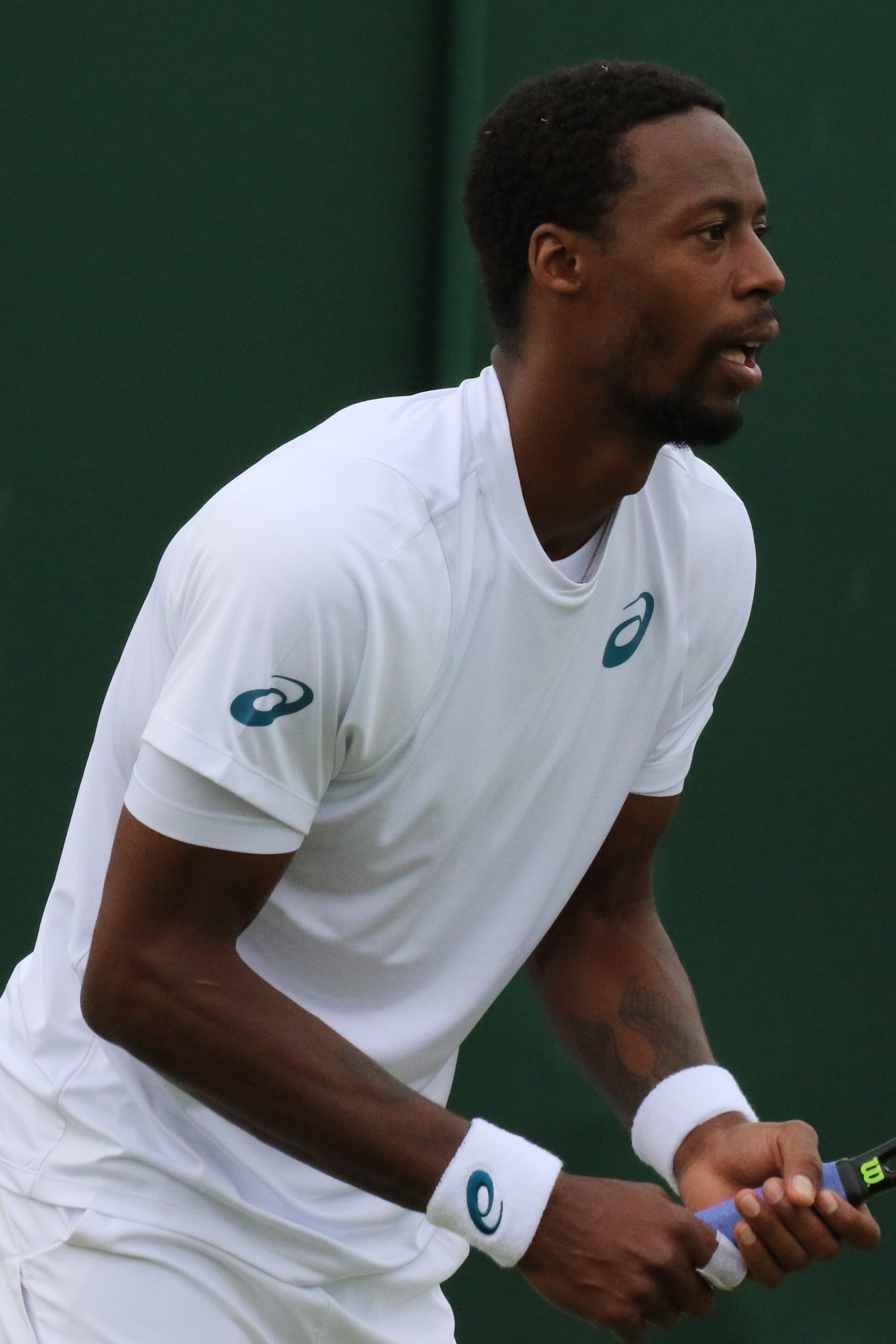
2016년의 몽피스 선수

가엘 세바스티앵 몽피스(프랑스어: Gaël Sébastien Monfils, 1986년 9월 1일~)는 프랑스의 프로 테니스 선수이다. 플레이스타일은 오른손잡이, 양손백핸드이다. 2011년 프로 테니스 협회 선정 싱글 랭킹 7위까지 올랐다.